# Senaide
Senaide là một xã ở tỉnh Vosges, vùng Grand Est, Pháp. Xã này có diện tích 12,17 km² dân số năm 1999 là 213 người. Xã này nằm ở khu vực có độ cao trung bình 300 m trên mực nước biển. 

## Hành chính
| Danh sách các xã trưởng                |           |                    |      |         |
| Giai đoạn                              | Giai đoạn | Tên                | Đảng | Tư cách |
| tháng 3 2001                           | 2014      | Bernadette Pingeon |      |         |
| Tất cả các dữ liệu trước đây không rõ. |           |                    |      |         |

## Biến động dân số
| 1793 | 1800 | 1806 | 1821 | 1831 | 1836 | 1841 | 1846 | 1851 |
| ---- | ---- | ---- | ---- | ---- | ---- | ---- | ---- | ---- |
| 503  | 675  | 768  | 734  | 730  | 754  | 764  | 872  | abs. |

| 1856 | 1861 | 1866 | 1872 | 1876 | 1881 | 1886 | 1891 | 1896 |
| ---- | ---- | ---- | ---- | ---- | ---- | ---- | ---- | ---- |
| 833  | 710  | 773  | abs. | 828  | 825  | 844  | 800  | 734  |

| 1901 | 1906 | 1911 | 1921 | 1926 | 1931 | 1936 | 1946 | 1954 |
| ---- | ---- | ---- | ---- | ---- | ---- | ---- | ---- | ---- |
| 743  | 676  | 569  | 456  | 427  | 365  | 340  | 307  | 308  |

| 1962                                         | 1968 | 1975 | 1982 | 1990 | 1999 | 2006 | - | - |
| -------------------------------------------- | ---- | ---- | ---- | ---- | ---- | ---- | - | - |
| 278                                          | 270  | 249  | 227  | 208  | 213  | 208  | - | - |
| Số liệu kể từ 1962 : dân số không tính trùng |      |      |      |      |      |      |   |   |

Graphique de l'évolution de la population 1794-1846, 1856-1866 & 1876-1999